# George Sullivan (Eishockeyspieler)
George James „Red“ Sullivan (* 24. Dezember 1929 in Peterborough, Ontario; † 19. Januar 2019 ebenda) war ein kanadischer Eishockeyspieler und -trainer. Der Center absolvierte zwischen 1949 und 1961 über 500 Spiele für die Boston Bruins, Chicago Black Hawks und New York Rangers in der National Hockey League, wobei er die Rangers drei Jahre als Kapitän anführte. Anschließend war er in der NHL als Cheftrainer der Rangers, der Pittsburgh Penguins und der Washington Capitals tätig.

## Karriere

### Als Spieler
George Sullivan lief in seiner Jugend für die St. Catharines Teepees in der Ontario Hockey Association (OHA) auf, der höchsten Nachwuchsspielklasse seiner Heimatprovinz. Nach 80 Scorerpunkten aus 46 Spielen in der Saison 1948/49 wurde der Center bereits während des Folgejahres von den Boston Bruins aus der National Hockey League (NHL) verpflichtet. Im Laufe der folgenden Spielzeiten gelang es ihm allerdings nicht, sich dauerhaft im NHL-Aufgebot der Bruins zu etablieren, sodass er hauptsächlich bei deren Farmteam, den Hershey Bears, in der American Hockey League (AHL) zum Einsatz kam. 1953/54 steigerte er seine persönliche Statistik bei den Bears deutlich, so verzeichnete er 119 Punkte in 68 Spielen und erhielt infolgedessen die Carl Liscombe Trophy als bester Scorer der AHL. Zudem wurde er mit dem Les Cunningham Award als wertvollster Spieler der Liga ausgezeichnet und ins AHL First All-Star Team berufen.
Im September 1954 wurde Sullivan jedoch nach etwa fünf Jahren in der Organisation der Bruins für eine finanzielle Gegenleistung an die Chicago Black Hawks abgegeben. Dort erspielte er sich prompt einen Stammplatz und trat fortan auch in der NHL als regelmäßiger Scorer in Erscheinung, sodass er zwischen 1955 und 1960 in fünf NHL All-Star Games vertreten war. Drei davon bestritt der Kanadier allerdings als Spieler der New York Rangers, die den Angreifer im Juni 1956 im Tausch für Wally Hergesheimer verpflichtet hatten. Während seiner ersten Saison in New York wurde er während eines Spiels gegen die Canadiens de Montréal schwer verletzt, so führte ein Stockstich (spearing) von Doug Harvey zu einer Milzruptur. Seine Verfassung schien infaust, sodass er von einem Priester bereits die Letzte Ölung erhielt, jedoch erholte sich Sullivan und übernahm im Jahr darauf das Kapitänsamt bei den Rangers. Darüber hinaus verzeichnete er in der Saison 1958/59 mit 63 Punkten aus 70 Spielen seinen Karriere-Bestwert. 1961 verließ er die NHL und ließ seine Karriere bei den Kitchener-Waterloo Beavers in der Eastern Professional Hockey League sowie bei den Baltimore Clippers in der AHL ausklingen. Insgesamt hatte Sullivan in der NHL 575 Partien absolviert und dabei 349 Punkte erzielt.

### Als Trainer
Nachdem Sullivan bereits bei den Kitchener-Waterloo Beavers und den Baltimore Clippers als Spielertrainer tätig gewesen war, kehrte er Mitte der Saison 1961/62 zu den New York Rangers zurück und ersetzte dort Cheftrainer Muzz Patrick. Er führte die Broadway Blueshirts anschließend dreimal in Folge auf den fünften Platz, sodass das Team jeweils die Playoffs verpasste. Nach fünf Siegen aus 20 Spielen zu Beginn der Saison 1965/66 wurde er entlassen und durch Emile Francis ersetzt. 1967 wurde Sullivan als erster Cheftrainer der neu gegründeten Pittsburgh Penguins vorgestellt. Auch mit den Penguins gelang es ihm in den folgenden zwei Jahren nicht, die post-season zu erreichen, sodass Red Kelly zur Spielzeit 1969/70 seine Nachfolge antrat. Vorerst blieb er dem Management des Teams allerdings in anderer Funktion erhalten.
Nach einer längeren Pause übernahm der Kanadier während der Saison 1974/75 die Washington Capitals, die sich ebenfalls in ihrer NHL-Debütsaison befanden. Die Mannschaft sollte als eines der schwächsten Expansion Teams in die Ligahistorie eingehen, so hatte sein Vorgänger Jim Anderson 4 von 54 Spielen gewonnen, bevor Sullivan zwei Siege in 18 Partien gelangen und er noch vor dem Ende der Spielzeit vom dritten Trainer im ersten Jahr der Capitals, Milt Schmidt, abgelöst wurde.
Sullivan verstarb am 19. Januar 2019 im Alter von 89 Jahren in seiner Heimatstadt Peterborough.

## Erfolge und Auszeichnungen
| - 1954 Les Cunningham Award - 1954 Carl Liscombe Trophy - 1954 AHL First All-Star Team - 1955 Teilnahme am NHL All-Star Game | - 1956 Teilnahme am NHL All-Star Game - 1958 Teilnahme am NHL All-Star Game - 1959 Teilnahme am NHL All-Star Game - 1960 Teilnahme am NHL All-Star Game |

## Karrierestatistik

### NHL-Trainerstatistik
(Legende zur Trainerstatistik: Sp oder GC = Spiele insgesamt; W oder S = erzielte Siege; L oder N = erzielte Niederlagen; T oder U = erzielte Unentschieden; OTL oder OTN = erzielte Niederlagen nach Overtime oder Shootout; Pts oder Pkt = erzielte Punkte; Pts% oder Pkt% = Punktquote; Win% = Siegquote; Resultat = erreichte Runde in den Play-offs)